# 駒澤大学管弦楽団
駒澤大学 管弦楽団（こまざわだいがく かんげんがくだん、 Komazawa University Philharmonic Orchestra）は、駒澤大学のアマチュア・オーケストラ。略称「駒オケ」。

## 概要
1976年に管弦楽研究会として設立。約50名の団員が在籍。
年2回、演奏会を開催。会場は主に駒澤大学百周年記念講堂。夏には「駒澤こども大学」に参加し、楽器体験を実施している。
2002年、大学オーケストラの祭典・第17回全日本大学オーケストラ大会に参加（筑波大学管弦楽団、立命館大学交響楽団など10校。翌年の第18回が最終大会）。

## 沿革
- 1976年　管弦楽研究会として設立
- 1977年10月6日　　第1回 学内演奏会[5]
- 1980年10月21日 　第3回 定期演奏会　世田谷区民会館（指揮：山崎正秋）
- 1987年5月3日～5日 　演奏旅行　静岡県袋井市・福田町
- 1988年11月21日 　第11回 定期演奏会　世田谷区民会館（指揮：河原哲也）
- 1991年11月24日 　第14回 定期演奏会　杉並公会堂
- 1991年11月18日 　第15回 定期演奏会　調布グリーンホール
- 1995年11月27日 　第18回 定期演奏会　杉並公会堂（指揮：山崎正秋）
- 1997年11月29日 　第20回 定期演奏会　昭和女子大学人見記念講堂
- 1998年12月2日　　第21回 定期演奏会　新宿文化センター
- 2002年12月22日 　第17回全日本大学オーケストラ大会に出場（筑波大学管弦楽団、立命館大学交響楽団など10校）
- 2004年11月13日 　第27回 定期演奏会　めぐろパーシモンホール
- 2005年11月19日 　第28回 定期演奏会　文京シビックホール
- 2009年11月18日 　第32回 定期演奏会　日比谷公会堂（指揮：春山和雄）
- 2016年11月12日 　第39回 定期演奏会　日経ホール
- 2017年10月28日 　第40回 定期演奏会　川崎市教育文化会館
- 2019年6月16日　　第37回 春季演奏会　駒澤大学百周年記念講堂（指揮：清水潤一）

## 関係者

### 指導者
- 清水潤一 - 常任指揮者 / 弦楽器トレーナー（1977年武蔵野音楽大学音楽科卒業。同大学院ヴィオラ科に入学。音楽学を永田仁に、ヴィオラを磯良男に師事。2012年6月に読売交響楽団を勇退）[6]
- 山崎正秋 - 終身名誉音楽総顧問 / 首席指揮者（東京芸術大学音楽部ヴィオラ科卒業。井上武雄に師事。読売日本交響楽団入団。ヴィオラ奏者の傍ら、東京芸術大学講師も勤め、ウィリアム・プリムローズに師事）
- 天江光雄 - 音楽総顧問 / 弦楽器トレーナー（1964年に国立音楽大学器楽科卒業。同年、読売日本交響楽団に入団。36年間バイオリン奏者として在籍）
- 飯島和葉 - Vn. トレーナー（都立芸術高校を経て2010年東京音楽大学卒業。ヴァイオリン奏者）
- 室野良史 - Vc. トレーナー（桐朋学園大学音楽学部カレッジ・ディプロマ修了。ハイヤーフォード・カルテット、読売日本交響楽団チェリスト）
- 渡邉恭一 - Cb. トレーナー（桐朋学園大学コントラバス科で江口朝彦、小野充に師事。1973年に読売日本交響楽団に入団。1978年にミュンヘン音楽大学マイスタークラス入学。2009年9月に読売日本交響楽団を勇退）
- 渡邉紘 - Cb. トレーナー（桐朋学園大学音楽学部に入学。コントラバス専攻。在学中に西田直文に師事、その後、父・渡邉恭一に師事）
- 春山和雄 - 管楽器トレーナー（武蔵野音楽大学卒業。同大学講師。中村博邦、木下利男にトロンボーンを師事。読売交響楽団で2001年まで活躍。日本クラシック音楽協会の2002年度第12回優秀指導者賞を受賞。日本トロンボーン協会会長など歴任）
- 浦丈彦 - 木管楽器トレーナー（東京芸術大学卒業。オーボエを小島葉子、河野剛、大倉安幸、梅原美男に、室内楽を海鋒正毅、中川良平、ルイ・グレーラーに師事。日本フィルハーモニー交響楽団を経て読売日本交響楽団でオーボエ奏者(イングリッシュホルン兼務)）
- 岡田全弘 - Perc. トレーナー（東京芸術大学卒業、読売日本交響楽団に入団。ティンパニ奏者。平成9年10月から1年間ウィーンへ留学。ウィーン・フィルハーモニー管弦楽団ティンパニ奏者のローランド・アルトマンに師事）
- 西久保友広 - Perc. トレーナー（東京音楽大学、同大学大学院修士課程修了。読売日本交響楽団打楽器奏者）

## 主な演奏曲
- ドヴォルザーク - スラヴ舞曲・交響曲第8番	・序曲「謝肉祭」[7]
- ブラームス - ハンガリー舞曲	・大学祝典序曲
- ヨハン・シュトラウス2世 - 喜歌劇「こうもり」・雷鳴と電光
- ベートーヴェン - 交響曲第7番
- ビゼー - 「カルメン」
- グリーグ - 「ペール・ギュント」
- シューマン - 交響曲第4番
- スッペ - 「軽騎兵」序曲
- アンブロワーズ・トマ - オペラ「レーモン」
- ヴェルディ - 歌劇「シチリア島の夕べの祈り」